# Quadrastichus cryptorrhynchi
Quadrastichus cryptorrhynchi är en stekelart som först beskrevs av Domenichini 1967.  Quadrastichus cryptorrhynchi ingår i släktet Quadrastichus och familjen finglanssteklar. Inga underarter finns listade i Catalogue of Life.